# Cajanie
La Cajanie (en finnois : Kainuu, /ˈkɑi.nuː/, en suédois : Kajanaland) est une région de l'est de la Finlande créée par la réforme de 1997. Sa création a correspondu à l'exigence manifestée par la population locale d'obtenir plus d'autonomie administrative[réf. nécessaire]. 
Avec une superficie de 22 687,35 km2, la Cajanie est la troisième plus vaste région de Finlande.

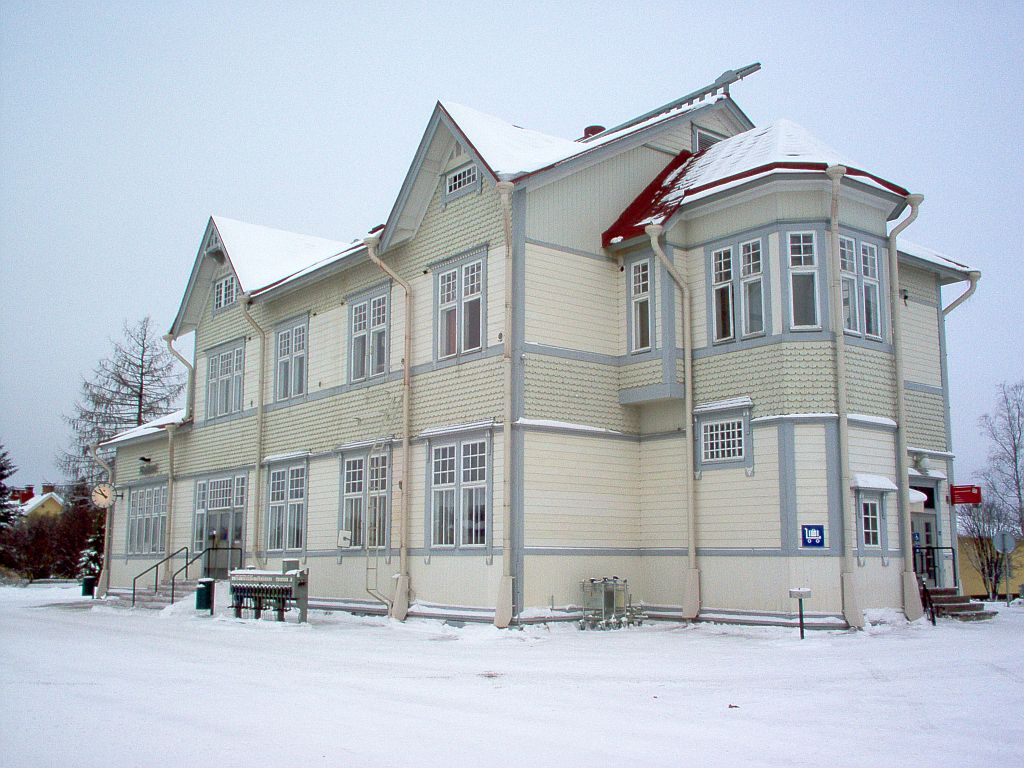
Gare de Kajaani, Finlande

## Géographie
La région est bordée à l'est par la Russie, au nord par l'Ostrobotnie du Nord, au sud par la Savonie du Nord et la Carélie du Nord.
Dans la partie ouest s'étend le grand lac Oulu (928,09 km2). 
Elle est très largement forestière (80 % de la surface hors lacs), des forêts très sauvages et peuplées d'ours et de loups. 
Le relief est plus accentué que dans le sud, avec des collines boisées appelés vaara.
Le point le plus élevé est le Iso Tuomivaara à Hyrynsalmi, qui culmine à 387 mètres d'altitude.
La région incarne à merveille l'Est sauvage et on y trouve d'ailleurs plusieurs domaines de randonnée protégés, dont des moraines, des vieilles forêts et écosystèmes marécageux.

## Histoire
Avant le XVIIe siècle, la région n'était peuplée que de chasseurs sames. En 1595, le traité de Teusina délimite la frontière entre la Suède et la Russie. C'est ensuite le gouverneur général de Finlande Per Brahe qui lance le développement de la région en fondant la première ville (Kajaani en 1651) et en accordant une exemption d'impôt de dix ans aux agriculteurs s'installant dans la région. Il était nécessaire d'affermir le pouvoir de la couronne suédoise sur cette zone convoitée par la Russie.
Les colons sont essentiellement venus de Savonie (Savo), d'où une certaine ressemblance du dialecte local avec celui de Savonie.
La région n'a pas été épargnée par les guerres avec la Russie, notamment la Grande Guerre du Nord, avec notamment la destruction du château de Kajaani en mars 1716.
Puis la région s'enrichit avec la production de Goudron de pin au XIXe siècle, exporté par la rivière d'Oulu jusqu'au port d'Oulu. Au début des années 1830, la région est parcourue par Elias Lönnrot qui couche sur papier la tradition orale de la région et en tire le Kalevala, l'épopée du peuple finnois.
L'industrialisation a été tardive (XXe siècle) et limitée.
De très violents combats ont lieu en 1939-1940, pendant la Guerre d'Hiver contre l'Union soviétique, notamment à Kuhmo et Suomussalmi. Ils se soldent par des victoires défensives décisives pour la Finlande qui conserve son indépendance.

## Démographie
En 2019, la région compte 72 955 habitants, ce qui en fait la deuxième région la moins peuplée du pays après la région de Laponie.
Depuis 1980, l'évolution démographique de la Cajanie est la suivante:
| Année      | 1980   | 1985   | 1990   | 1995   | 2000   | 2005   | 2010   | 2015   |
| ---------- | ------ | ------ | ------ | ------ | ------ | ------ | ------ | ------ |
| population | 94 401 | 94 621 | 92 459 | 90 781 | 85 736 | 81 585 | 78 703 | 75 324 |

## Municipalités
La Cajanie compte neuf municipalités dont deux villes. En raison de la baisse de la population et de son vieillissement, les communes essaient de coordonner leurs très coûteux services de santé à l'échelon régional, ce qui est inédit en Finlande et pourrait préfigurer une évolution de la répartition des ressources et responsabilités entre les différentes collectivités.

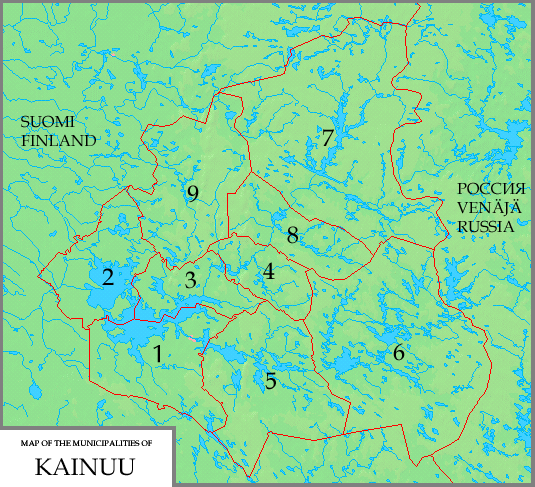
Les municipalités du Kainuu:
1. Kajaani
2. Vaala
3. Paltamo
4. Ristijärvi
5. Sotkamo
6. Kuhmo
7. Suomussalmi
8. Hyrynsalmi
9. Puolanka

Les municipalités sont:
- Sous-région de Kehys-Kainuu
  - Hyrynsalmi
  - Kuhmo (ville)
  - Puolanka
  - Suomussalmi
- Sous-région de Kajaani
  - Paltamo
  - Ristijärvi
  - Sotkamo
  - Vaala
  - Kajaani(ville)

### Anciennes municipalités
- Kajaanin maalaiskunta  (a fusionné avec Kajaani en 1977)
- Vuolijoki (a fusionné avec Kajaani au 1er janvier 2007)

## Gouvernement régional et développement

### Expérience d'administration régionale
En 2004-2012, une expérience a été menée en Cajanie dans laquelle les missions des municipalités, mais aussi certaines missions de l'État, ont été transférées à l’administration régionale.
Le conseil de région a été élu au suffrage universel.
L'exemple est unique en Finlande mais n'a pas été repris ni généralisé,.

## Économie
La région est une des plus pauvres de Finlande : elle est frappée de plein fouet par l'exode rural et perd jusqu'à cent habitants par mois[réf. nécessaire]. L'économie locale dépend plus que jamais des usines de pâte à papier.

## Politique

### Élections municipales
| Élections municipales | pourcentages de voix par parti | pourcentages de voix par parti | pourcentages de voix par parti | pourcentages de voix par parti | pourcentages de voix par parti | pourcentages de voix par parti | pourcentages de voix par parti | pourcentages de voix par parti | pourcentages de voix par parti | pourcentages de voix par parti |
|                       | Kesk.                          | Vas.                           | Kok.                           | PS                             | SDP                            | Vihr.                          | KD                             | autres                         |                                |                                |
| 2017                  | 39,1 %                         | 18,8 %                         | 11,9 %                         | 10,7 %                         | 9,8 %                          | 5.9 %                          | 3,2 %                          | 0.6 %                          |                                |                                |